# Hraniční přechod Třebom–Kietrz
Hraniční přechod Třebom–Kietrz (polsky Przejście graniczne Kietrz–Třebom) je bývalý silniční hraniční přechod na česko-polské státní hranici na hraničním úseku II/47 - II/47/1 mezi českou obcí Třebom (okres Opava, Moravskoslezský kraj) a polskou obcí Kietrz (okres Hlubčice, Opolské vojvodství). Přechod leží v nadmořské výšce 240 m n. m. na silnici II/467. Před zrušením byl určen pro pěší, cyklisty a motoristy.
Hraniční přechod byl zrušen při vstupu České republiky do Schengenského prostoru v roce 2007. V případě dočasného znovuzavedení ochrany vnitřních hranic je provoz na hraničním přechodu upraven Sdělením Ministerstva vnitra č. 395/2021 Sb.